# دستور سکوت (آلبوم)
دستور سکوت (به انگلیسی: Gag Order) پنجمین آلبوم استودیویی از خواننده-ترانه‌پرداز آمریکایی کشا می‌باشد که در ۱۹ مهٔ سال ۲۰۲۳ از سوی کموساب رکوردز و آرسی‌ای رکوردز منتشر گردید و آخرین آلبوم منتشر شده توسط کشا تحت قردادی که با این دو ناشر از ۱۸ سالگی داشته، می‌باشد.